# Nintendo Software Technology
Nintendo Software Technology（ニンテンドウ・ソフトウェア・テクノロジー、略称：NST）は、アメリカ合衆国のワシントン州レドモンドにある任天堂の米国法人Nintendo of America傘下のコンピューターゲームソフトウェアの開発を行う会社。主に北米市場向けの任天堂のゲーム機専用ゲームを開発するために設立された。

## 概要
1998年に、当時の米国任天堂社長の荒川實、デジペン工科大学創立者兼学長のクロード・コメア、Tozai, Inc/Tozai Games共同創業者兼エグゼクティブ・プロデューサーのスコット津村によって設立された任天堂の100%子会社。初代代表（社長兼COO）をスコット津村が務めた。現代表はTim Bechtel。日本のクリエイターとしてはこれまで山城重喜（前代表）、阿部将道、安原広和が所属している。デジペン工科大学とは設立当初から密接な関係を持っており、同大学の講師や卒業生の多くが当社に出向している。
任天堂は日本から数名の自社開発者を派遣し、NSTのスタッフと共に仕事している。NSTの開発者は主にRockstar Games、エレクトロニック・アーツ、マイクロソフトの出身者である。
1999年にゲームボーイカラーで発売された『Bionic Commando: Elite Forces』が初めてNSTが開発したゲーム作品であった。他にNINTENDO64の『Ridge Racer 64』やゲームボーイカラーの『Crystalis』なども開発し2000年に発売、後に2001年に『ウェーブレース ブルーストーム』や2004年に『マリオvs.ドンキーコング』、2005年の『メトロイドプライム ハンターズ』など任天堂が有するシリーズのゲーム開発も行った。
1998年にはNINTENDO64での『ハリー・ポッター』のゲーム開発企画があった。Nintendo of Americaの上層部から突然、当時NSTの開発陣が開発中であった『Bionic Commando: Elite Forces』と『Ridge Racer 64』と『Crystalis』の3タイトルの開発が一旦中断させられた。任天堂が『ハリー・ポッター』の独占ゲーム化権を獲得するための競争に突入した為、『Bionic Commando: Elite Forces』と『Ridge Racer 64』と『Crystalis』の3タイトルのライセンス権が売りに出され、NSTの開発陣は突然『ハリー・ポッター』のゲーム開発候補の三人称視点のアドベンチャーゲームとマーベルコミックのアディ・グラノフをキャラクターアーティストとして起用したクィディッチゲームの2本に方針を向ける様に上層部に言われた。しかし、『ハリー・ポッター』のゲーム化においてキャラクターデザインなどアートスタイルについて、NST内で意見の相違があり、当初『ハリー・ポッター』の表紙カバーを担当していたイラストレーターのトーマス・テイラーのデザインを求める声があったが、上層部が日本的で漫画的なデザインを求めたのでそれに反対していた。『ハリー・ポッター』の原作者J・K・ローリング自身この契約についての話し合いには応じたが、任天堂との双方の方針の食い違いから任天堂を断った。それにより任天堂が『ハリー・ポッター』の独占権を得られなかったのでNSTの『ハリー・ポッター』のゲーム開発はならなかった。
『メトロイドプライム ハンターズ』の開発を行ったNSTの開発陣全員に、元任天堂の社員でアーティストのロッキー・ニュートンが制作した3Dレーザー彫刻で制作した50個しか生産されていない珍しいサムス・アランのクリスタルの記念品がクリスマスプレゼントとして贈られた。
2006年にはWii用に『Project H.A.M.M.E.R.』の開発が発表された。2007年に発売予定していたが発売されず、E3 2007で、開発が中断している事が分かった。開発初期にカットシーンに多額の資金が投入されたため、プロジェクトが遅れをとり始め、費やした開発資金を理由に開発が一旦終了した。またゲーム開発でアメリカの開発者と日本のプロデューサーとの間に相違があり対立もしていた。2009年にNSTが開発を完全に中止した事が明らかになった。

## 開発製品
- ウェーブレース ブルーストーム（ニンテンドー ゲームキューブ）
- ゼルダの伝説 時のオカリナGC 裏（ニンテンドーゲームキューブ）
- NINTENDOパズルコレクション（ニンテンドーゲームキューブ）
- テン・エイティ シルバーストーム（ニンテンドーゲームキューブ）
- マリオvs.ドンキーコング（ゲームボーイアドバンス）
  - マリオvs.ドンキーコング2 ミニミニ大行進!（ニンテンドーDS）
  - マリオvs.ドンキーコング ミニミニ再行進!（ニンテンドーDSiウェア）
  - マリオvs.ドンキーコング 突撃!ミニランド（ニンテンドーDS）
  - マリオ AND ドンキーコング ミニミニカーニバル（ニンテンドー3DS）
  - マリオvs.ドンキーコング みんなでミニランド（Wii U / ニンテンドー3DS）
  - ミニマリオ & フレンズ amiiboチャレンジ（Wii / ニンテンドー3DS）
  - マリオvs.ドンキーコング（Nintendo Switch）
- メトロイドプライム ハンターズ（ニンテンドーDS）
- 罪と罰 〜地球の継承者〜（NINTENDO 64） - Wiiバーチャルコンソール版翻訳担当
- スカイジャンパー ソル（ニンテンドーDSiウェア）
- スーパーマリオメーカー for ニンテンドー3DS（ニンテンドー3DS）
- 進め! キノピオ隊長（Nintendo Switch / ニンテンドー3DS）
- スーパーマリオ 3Dワールド + フューリーワールド（Nintendo Switch）
- F-ZERO 99[4]（Nintendo Switch）

### 海外のみ
- Bionic Commando: Elite Forces（ゲームボーイカラー）
- Crystalis（ゲームボーイカラー）
- Ridge Racer 64（NINTENDO64）
- Pokémon Puzzle League（NINTENDO64）
- Ridge Racer DS（ニンテンドーDS）
- Crosswords DS（ニンテンドーDS）

### その他
- ニンテンドーDSi電卓（ニンテンドーDSiウェア）
- ニンテンドーDSi時計（ニンテンドーDSiウェア）
- Wii U Chat（Wii U） - 日本語ローカライズ協力[5]
- Wii Street U powered by Google（Wii U）[6]

### 開発中止
- Project H.A.M.M.E.R.（Wii）